# FC Trollhättan
FC Trollhättan is een Zweedse voetbalclub uit Trollhättan. De club werd opgericht in 2001 na een fusie van Trollhättans IF en Trollhättans FK. De thuiswedstrijden worden in het Edsborgs IP gespeeld, dat plaats biedt aan 5.100 toeschouwers. De clubkleuren zijn zwart-rood.
In 2008 promoveerde de club voor het eerst naar de Superettan, maar het avontuur duurde slechts twee seizoenen alvorens het degradeerde. Sindsdien komt de club afwisselend uit in de Ettan en de Division 2.